# 尉迟俟兜
尉迟俟兜（？—？），中国南北朝北魏时期人物，代郡人。尉遲迥的父亲。鲜卑族。
尉迟俟兜的祖先，是北魏拓跋氏的别种，号称尉迟部，因而为尉迟姓。尉迟俟兜性情弘大充裕，有鉴识人物的能力，娶宇文泰的姐姐，生下尉迟迥和尉迟纲。尉迟俟兜得病将亡的时候，呼唤来两个儿子，抚摸着他们的头说：“你们俩都有富贵之相，但恨我不能见到了，你们应该继续努力。”周明帝武成初年，北周朝廷追赠尉迟俟兜为柱国大将军、太傅、长乐郡公，谥定。追封他的妻子为昌乐大长公主。